# Осада Валенсии (1812)
Во время осады Валенсии с 3 ноября 1811 по 9 января 1812 года французская армия Арагона маршала Луи Габриэля Сюше осаждала войска генерал-капитана Хоакина Блейка в городе Валенсия, Испания, во время Пиренейской войны (являющейся частью Наполеоновских войн). От 20 до 33 тыс. французских солдат вынудили 16 тыс. испанцев сдаться, хотя ещё 7 тыс. испанцев сбежали из ловушки. После этого сражения Сюше быстро превратил Валенсию во французскую оперативную базу. Валенсия, ныне столица автономного сообщества Валенсия, расположена на восточном побережье Испании.

## Предыстория
8 июля 1811 года Сюше получил свой маршальский жезл, став единственным французским генералом, назначенным маршалом Франции за победы в Испании. Он удостоился этой чести за победу в осаде Таррагоны. Порт Таррагона был захвачен французами 29 июня 1811 года, пока британская военно-морская эскадра беспомощно стояла на рейде. Сюше безжалостно провёл осаду, потеряв при этом 4,3 тыс. человек; однако потери испанцев были гораздо выше. Утрата порта затронула бо́льшую часть Армии Каталонии и серьёзно ослабила испанские войска в этом районе.
Император Наполеон I приказал своему новоиспечённому маршалу захватить Валенсию. Летом и осенью 1811 года Сюше захватил Монтсеррат, одержал победу над генералом капитаном Блейком в Бенагуасиле и захватил порт Оропеса-дель-Мар. 15 сентября 25 тыс. французов вторглись в Валенсию и снова победили Блейка в битве при Сагунтуме 26 октября, при этом Сюше получил тяжёлую рану в плечо. Получив в подкрепление две дивизии, французы неустанно продвигались вперёд.

## Осада

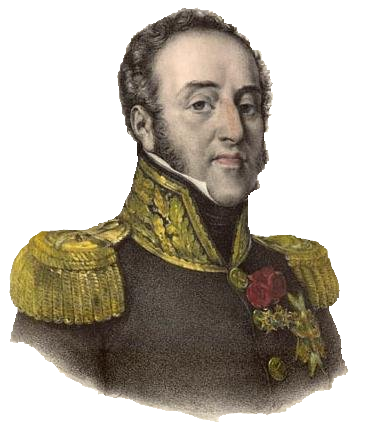
Луи Габриэль Сюше

Под командованием Сюше было 20 595 человек в пяти пехотных дивизиях под командованием дивизионных генералов Луи Франсуа Феликса Мюнье, Жана Изидора Ариспа, Пьера Жозефа Абера, Джузеппе Фредерико Паломбини и Клода Антуана Компера, а также кавалерии и артиллеристов. 1-я дивизия Мюнье содержала по три батальона из 114-го и 121-го линейных пехотных полков, и по два батальона из 1-го и 2-го пехотных полков Вислинского легиона. Во 2-й дивизии Ариспа были следующие пехотные полки: 7-й линейный, четыре батальона, 44-й линейный и 3-й Вислинского легиона, по два батальона в каждом, и 116-й линейный, три батальона. 3-я дивизия Абера состояла из 16-го и 117-го пехотных полков по три батальона в каждом и 15-го пехотного полка из двух батальонов. В дивизии Королевства Италии Паломбини были 2-й лёгкий, 4-й и 6-й линейные пехотные полки, по три батальона в каждом, и 5-й линейный пехотный полк, два батальона. Слабая дивизия Компера Королевства Неаполь состояла из 1-го лёгкого и 1-го и 2-го линейных пехотных полков, по одному батальону в каждом. Бригадный генерал Андре Жозеф Буссар возглавлял кавалерию, включавшую в себя 13-й кирасирский, 4-й гусарский и итальянский драгунский полк Napoleone, по четыре эскадрона в каждом, 24-й драгунский полк в два эскадрона, и один эскадрон неаполитанских шассёров. Один источник утверждает, что у Сюше было 30 тыс. человек, и добавляет к французскому боевому порядку пехотную дивизию генерала Оноре Шарля Рея. Другой источник даёт Сюше 33 тыс. солдат и дивизии как Рея, так и генерала Филиппо Североли.

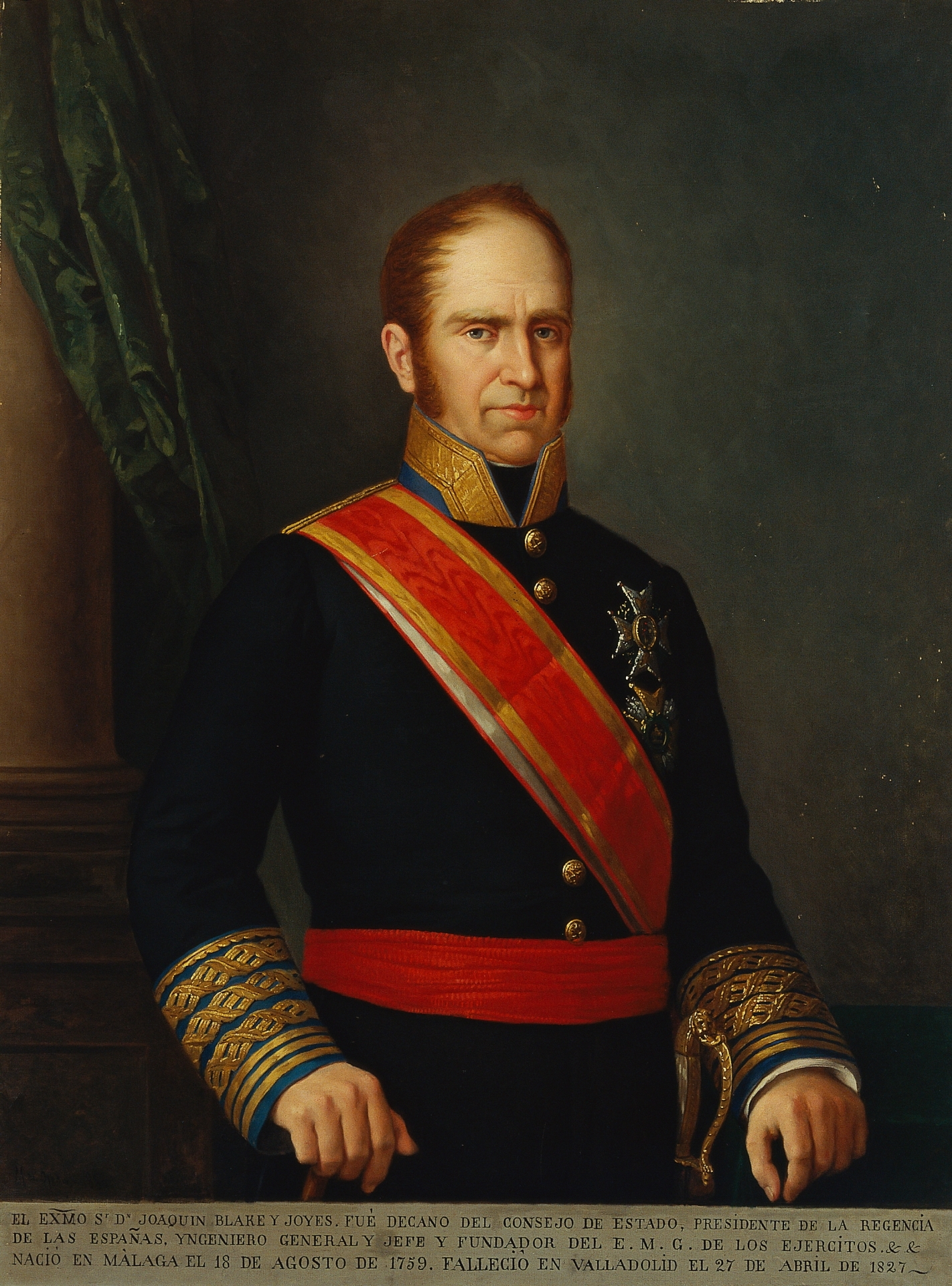
Хоакин Блейк-и-Хойес

У Блейка для защиты Валенсии было 28 044 солдата, организованных в три группы: Экспедиционный корпус, 2-ю Валенсийскую армию и 3-ю Мурсийскую армию. В состав Экспедиционного корпуса входили пехотные дивизии генералов Мигеля де Лардисабаль-и-Урибе и Хосе Паскуаля де Зайс-и-Чакона, а также кавалерия генерала Казимиро Лоя и две батареи конной артиллерии, в общей сложности 6041 человек. 2-я армия состояла из пехотных дивизий генералов Миранды, Хосе Обиспо, Вильякампа и Веласко, а также кавалерии генерала Сан-Хуана. Во 2-й армии было 16 468 человек, две пехотные и одна конная артиллерийская батарея. 3-я армия в 5535 человек включала в себя бригады генералов Креа и Монтихо, а также восемь эскадронов кавалерии и одну батарею конной артиллерии.

Карта осады Валенсии, с указанием позиций на 26 декабря 1811 года

Блейк развернул свою армию лицом к северу с правым крылом на побережье, правой частью центра в Валенсии, левой частью центра в Мислате и левым крылом в Манисесе. Подразделения Обиспо и Вильякампа, которые плохо показали себя в битве при Сагунто, удерживали левый фланг. Справа от них стояла бригада Креа. Следующими были хорошо проявившие себя подразделения Лардисабаля и Зайса. Дивизия Миранды заняла Валенсию, в то время как некоторые иррегулярные войска удерживали область между городом и побережьем. Блейк отправил свою конницу в Альдаю и Торренте, за левым флангом. Хотя позиции в сторону Манисеса были укреплены и защищены каналами и рвами, левый фланг был совершенно не укреплён.
Сюше заметил, что он был слабым местом Блейка, и решил окружить его. Он планировал послать дивизии Ариспа, Мюнье, Рея и Буссара по широкой дуге вокруг оголённого испанского фланга. Сюше приказал Юберу прорываться вдоль побережья, в то время как Паломбини должен был атаковал Мислату, а Компер следить за испанскими линиями. Если бы всё пошло по плану, Сюше мог бы захватить всю армию Блейка. В ночь на 25 декабря Сюше перевёл свою главную колонну через Турию в Рибарроха-дель-Турия.
Сначала атака Юбера на правом фланге обманула Блейка, заставив его думать, что это основной удар Сюше. Затем его внимание отвлекла атака Паломбини на Мислату. Несмотря на все усилия, итальянцы не смогли там прорваться и понесли тяжёлые потери. Основная колонна Сюше достигла тыла левого фланга Блейка практически без сопротивления. Когда Арисп приблизился к деревне Альдая, он увидел испанский кавалерийский резерв. Единственный эскадрон 4-го гусарского полка под командованием Буссара тут же напал на сильно превосходящие их войска противника. Горстка французских всадников была уничтожена, а сам Буссар получил почти смертельное ранение и был брошен умирать; его меч и награды были разграблены. Вскоре подошла основная часть французской кавалерии под командованием бригадного генерала Жака Антуана Адриана Делора и разбила испанских солдат, оттеснив их за реку Хукар и лишив Блейка столь необходимой кавалерийской поддержки.
Генерал Николас де Махи, командовавший левым флангом, понял, что его войска рискуют оказаться в окружении. Он приказал немедленно отступить, и дивизии Обиспо и Вильякампа, а также бригада Креа бежали на юг. Блейк приказал Лардисабалю и Зайсу отойти в Валенсию. Отряды ветеранов благополучно выполнили приказ, но оказались в ловушке, так как Сюше быстро окружил город.
С населением в 100 тыс. человек, отсутствием продовольствия и ветхими защитными сооружениями Валенсия была не в состоянии выдержать осаду. В ночь на 28 декабря Блейк попытался вырваться из города. Попытка провалилась, лишь 500 солдат смогли уйти. 1 января Сюше быстро выкопал первые осадные траншеи, а через три дня открыл огонь по внешним укреплениям. Когда обстрел усилился, Блейк капитулировал и 9 января передал Валенсию французам.

## Итог

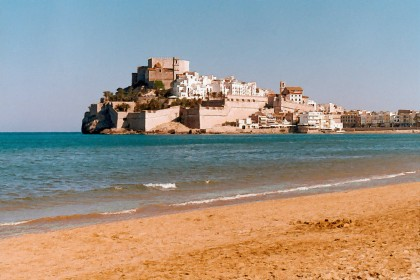
Замок Пеньискола, нависающий над Средиземным морем

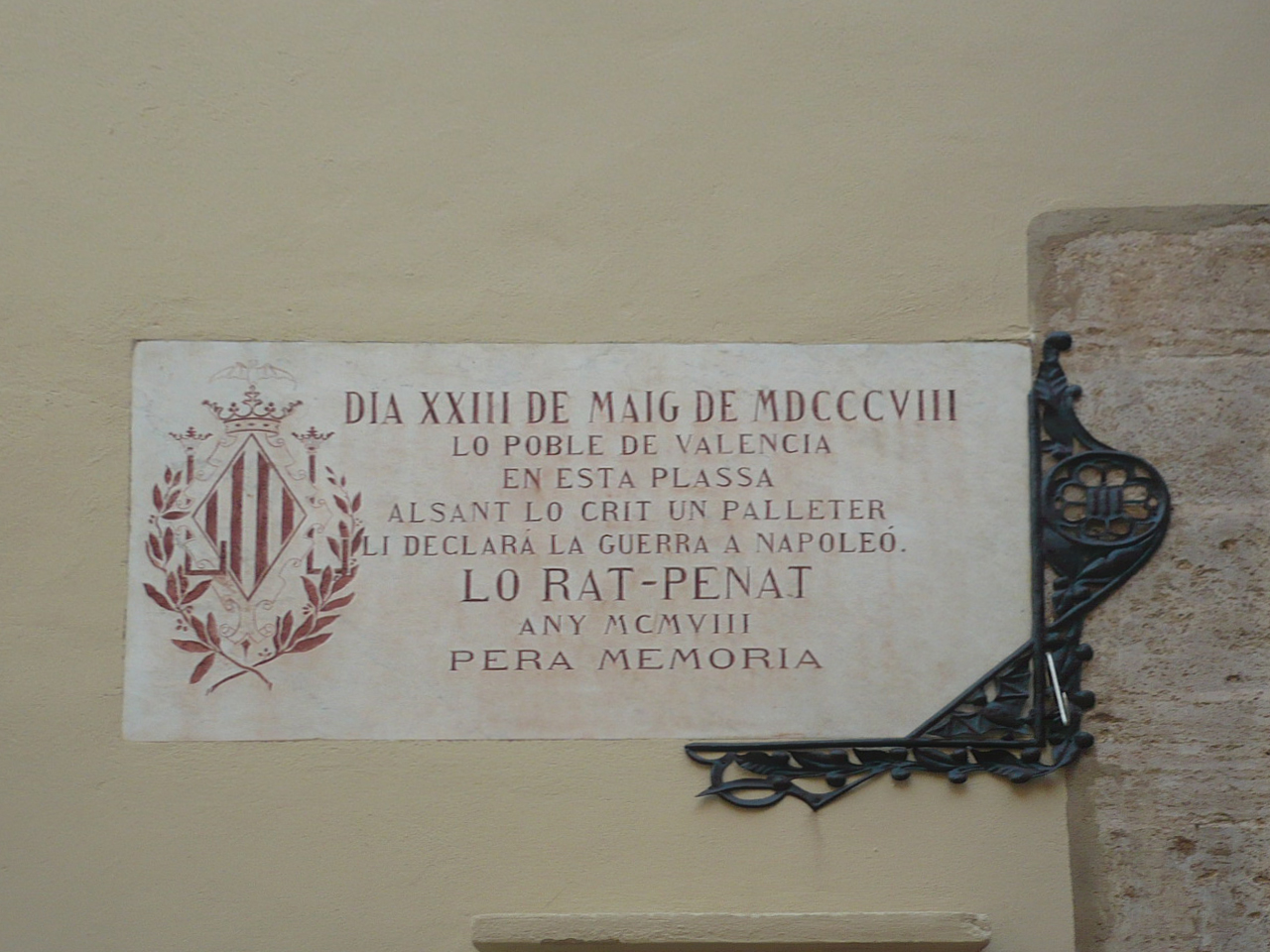
Мемориальная доска на Пласа-де-лес-Пансес

Потеряв около 2 тыс. убитыми и ранеными, Сюше смог захватить 16 270 испанских солдат, 21 знамя и 374 орудия. Кроме того, 4011 испанских солдат погибли в бою или от болезней. Вся кавалерия Блейка, а также части Обиспо, Вильякампа и Креа избежали захвата, но его лучшие войска попали в плен. Блейк практически не сопротивлялся во время осады, и жители Валенсии презирали его за это. Французы держали испанского генерала в тюрьме под Парижем до 1814 года. Сюше наложил на сдавшийся город контрибуцию в размере 53 миллионов франков. Буссар выжил и получил повышение до дивизионного генерала, но в августе 1813 года умер от многочисленных боевых ранений.
Сюше продолжал продвигаться на юг, захватив порт Дения. Однако из-за того, что Наполеон перебросил войска из Испании в поддержку своего предстоящего вторжения в Россию, военные действия вскоре прекратились из-за нехватки солдат. Кроме того, Сюше заболел лихорадкой и несколько недель не мог командовать своими войсками. Это позволило де Махи восстановить остатки армии Блейка. Тем временем Наполеон пожаловал своему победоносному маршалу титул герцога Альбуфера в честь лагуны к югу от Валенсии.
Далеко на севере генерал Хоакин Ибаньес Куэвас-и-де-Валонга, барон де Эролес, устроил засаду французскому батальону на побережье к юго-западу от Таррагоны в местечке под названием Кол де Балагер. 18 января 4 тыс. испанских солдат, в том числе 250 кавалеристов и два орудия, захватили один батальон 121-го линейного пехотного полка. Из примерно 850 военнослужащих только губернатор крепости Тортоса, бригадный генерал Жак Матюрен Лафосс, и 22 драгуна избежали этой ловушки. Генерал дивизии Морис Матьё отомстил Эролесу менее чем через неделю. 24 января в густом тумане Эролес в битве при Альтафулье напал, как ему показалось, на батальон противника. В действительности же это был Матьё с войском в 8 тыс. человек, состоящим из шести французских и двух немецких батальонов. Потеряв всего несколько человек, французы разгромили превосходящие испанские силы, которые потеряли 2 тыс. убитыми, ранеными и захваченными в плен, а также обе пушки.
20 января Североли осадил Пеньисколу с войском в 3 тыс. человек и шестью орудиями. Порт между Валенсией и Таррагоной был известен как «Маленький Гибралтар», потому что казался практически неприступным. Однако испанский командующий генерал Гарсия Наварро был сторонником французов и быстро договорился с Североли, сдав ему 2 февраля замок и гарнизон в 1 тыс. человек.
22 июля 1812 года Артур Уэлсли, 1-й герцог Веллингтон, нанёс маршалу Огюсту Мармону сокрушительное поражение в битве при Саламанке, что заставило короля Жозефа Бонапарта покинуть Мадрид 11 августа. Поскольку у Сюше была надёжная база в Валенсии, Жозеф и маршал Жан-Батист Журдан отступили к ней, и к ним присоединились маршалы Сюше и Никола Сульт. Вместе Жозеф и три маршала разработали план по возвращению Мадрида и изгнанию Веллингтона из центральной Испании. Их последующее контрнаступление заставило британского генерала снять осаду Бургоса и осенью 1812 года отступить в Португалию.